# Varroa destructor
Varroa destructor är en art av kvalster som beskrevs av Anderson och Trueman 2000. Varroa destructor ingår i släktet Varroa, och familjen Varroidae. Inga underarter finns listade.

## Beskrivning
Honan är som vuxen rödbrun och knappa två millimeter stor. Hannen är vitfärgad. Arten har en platt kroppsform och saknar ögon.

## Fortplantning och parasitism
Varroakvalstret parasiterar på bin, både vuxna bin och yngel. Det livnär främst sig på fettkroppar i biyngel. För fortplantning kryper honan ner i en yngelcell innan bina täcker över den med vaxlock. Inne i yngelcellen sker parning och äggläggning och då det vuxna biet kryper ut följer honan och hennes nu vuxna honliga avkomma med, medan hannen och outvecklade stadier av honavkomma dör. Kvalstren förökar sig snabbt. De kan fördubblas på ungefär tre veckor under fortplantningstiden. I medeltal ökar mängden kvalster i ett tambisamhälle till det tiodubbla under ett år.
Det europeiska honungsbiet klarar inte att leva med eller befria sig från kvalstren utan ett infekterat samhälle dukar under på några år. En del av de angripna bina blir synligt skadade, med outvecklade vingar och förkrympta bakkroppar. För att upptäcka skadade bisamhällen kan man också söka efter kvalster i det material som faller ner till bikupans botten; ett särskilt varroainlägg underlättar detta. I bland annat Sverige (i områden där kvalstren inte tidigare påträffats; se SJVFS 2012:19) och Finland bör upptäckt av varroakvalster anmälas enligt lag.

## Bildgalleri

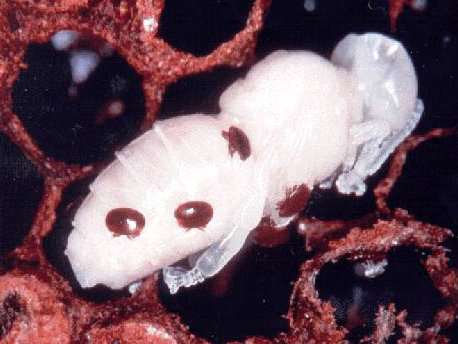
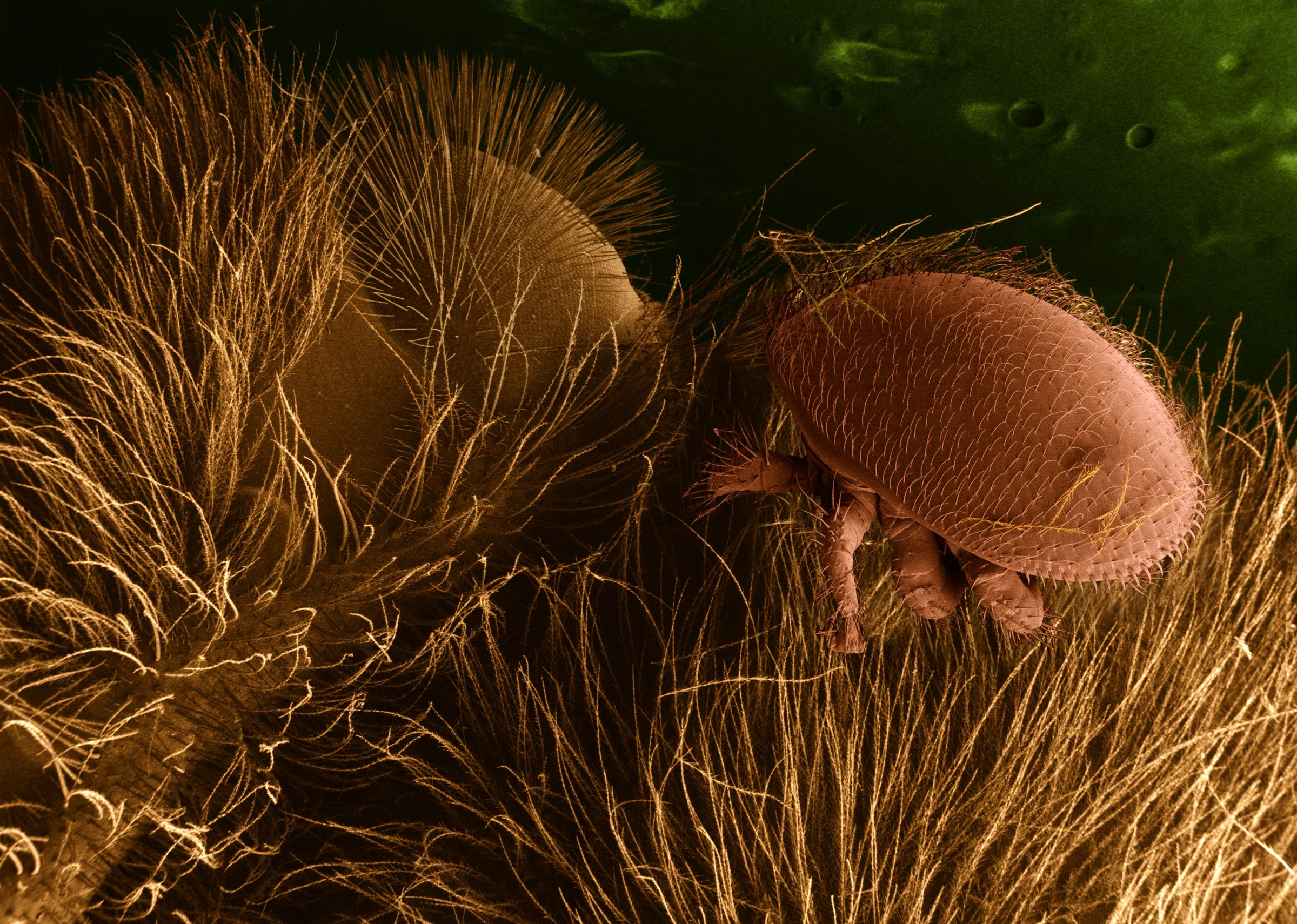
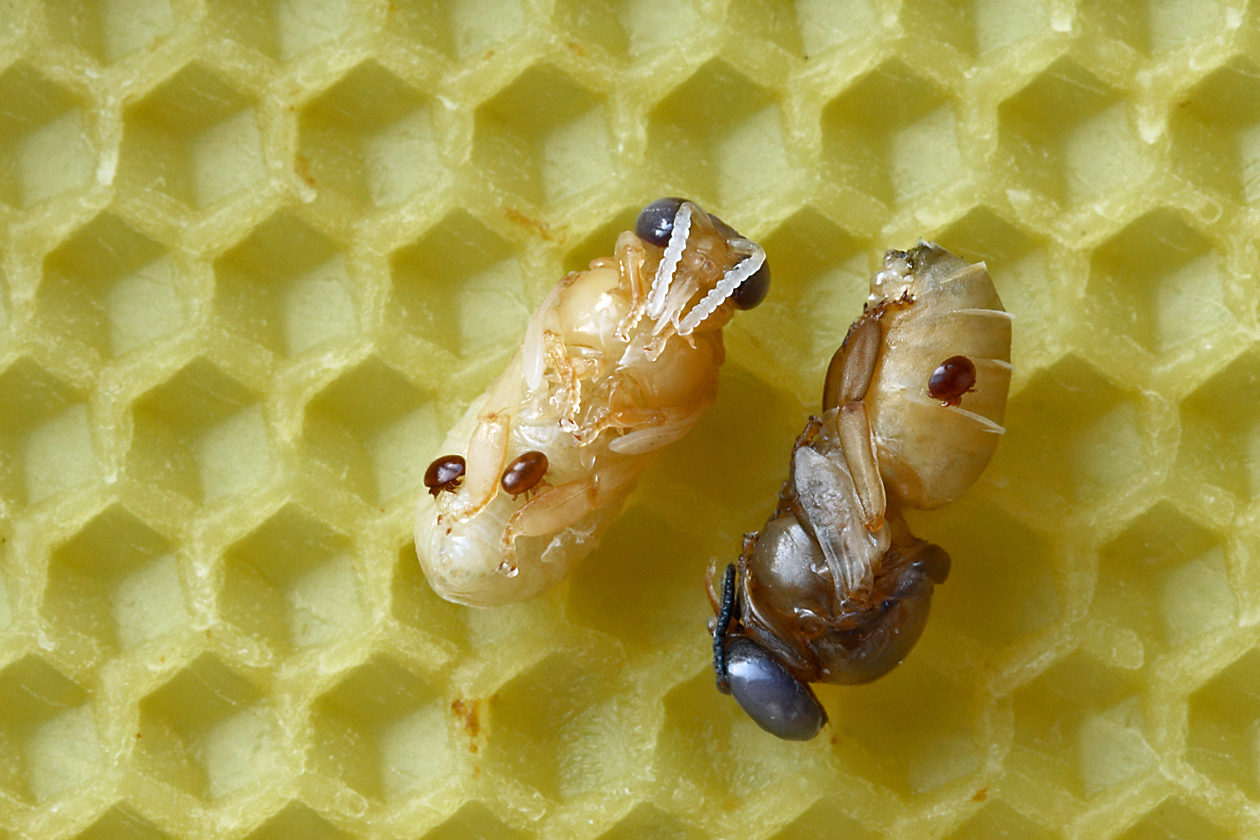
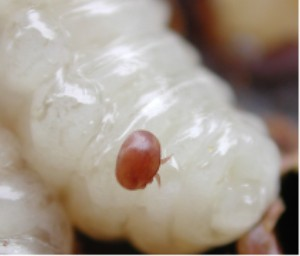
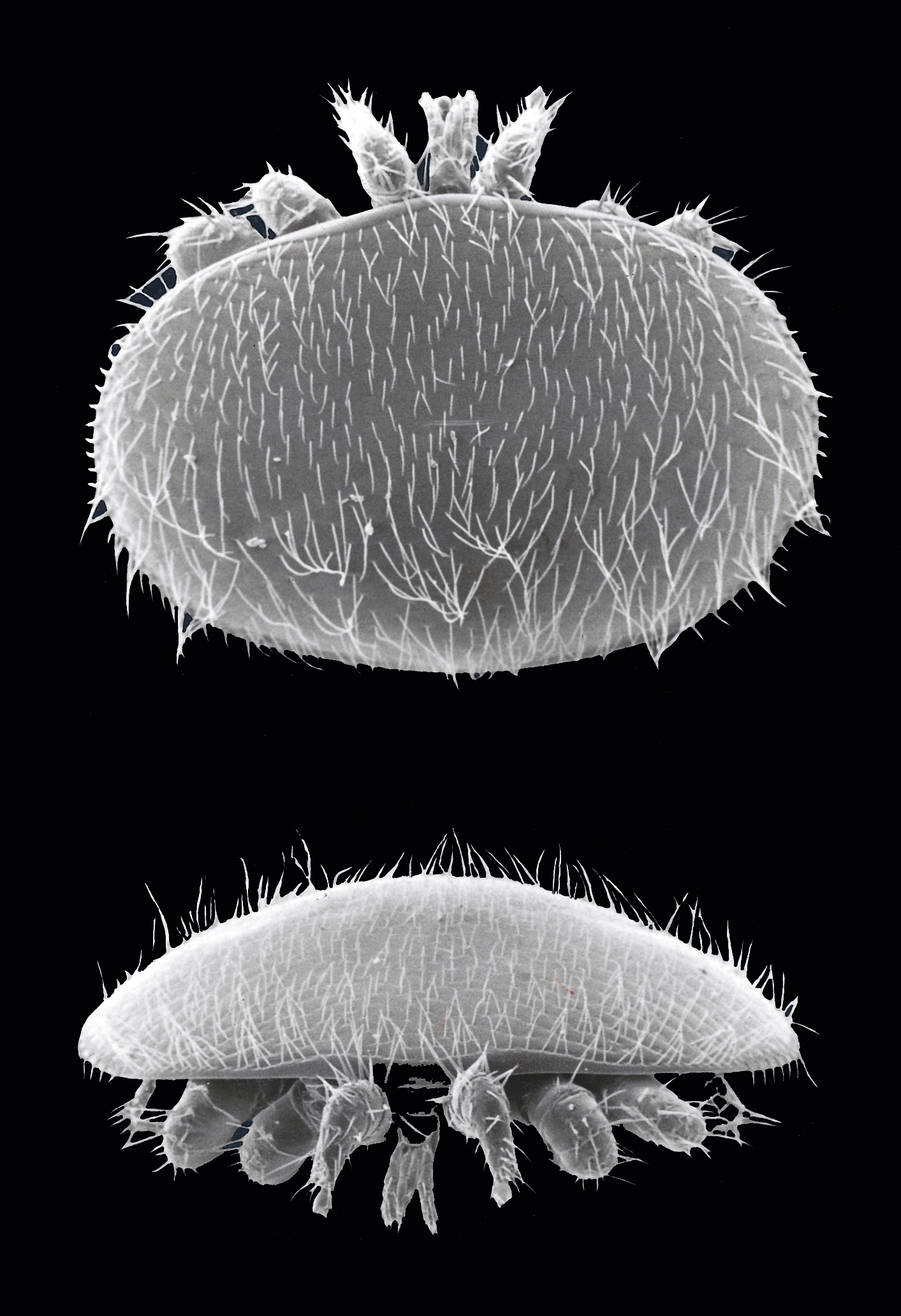
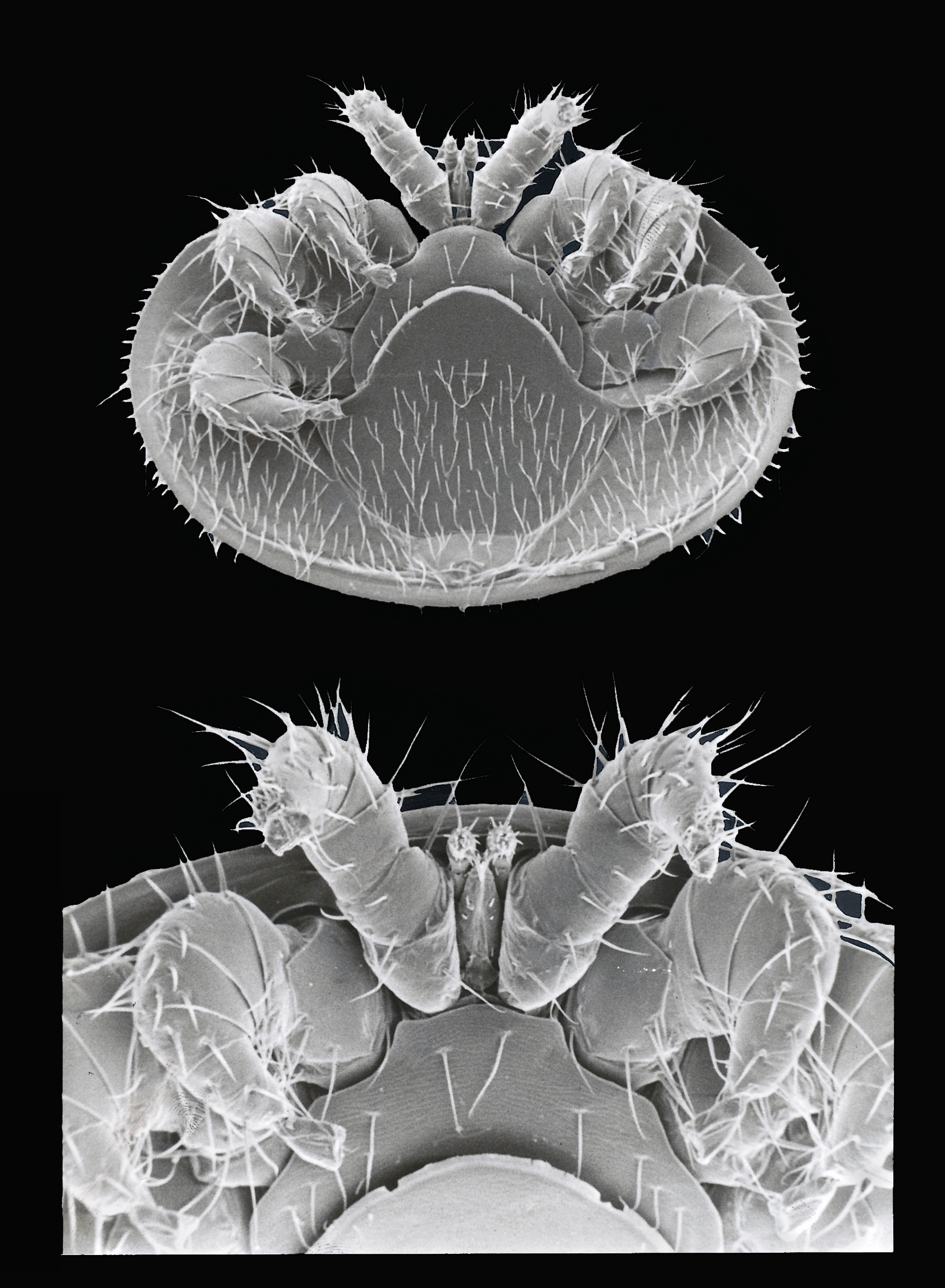